# 阿让站
阿让站是法国的一个铁路车站，位于法国西南部城市，洛特-加龙省省会阿让。

## 位置
阿让站位于阿让市区的北部，加龙河右岸，加龙河运河的南岸。车站大致呈东西走向，开口朝南，车站东侧有一座人行天桥可与车站北侧连接。
阿让站是一个区域性的铁路枢纽，波尔多—塞特铁路和佩里格—阿让铁路在此交汇。历史上还有阿让前往欧什方向的铁路，现已废弃。

## 车站历史
阿让站最初建于19世纪，后经历了多次改建。最近的一次为2011年，车站新增的玻璃外墙，站内设施也得到了翻新。新的阿让站于2014年1月投入使用。

## 停靠线路
以下列车线路在阿让站停靠：
| 阿让站列车线路表     |            |                 |                          |              |
| 线路                 | 车种       | 上一站          | 下一站                   | 大致运行频率 |
| 巴黎—图卢兹          | TGV        | 波尔多          | 蒙托邦/图卢兹            | 每天6趟左右  |
| 波尔多—马赛          | INTERCITÉS | 波尔多/马尔芒德 | 蒙托邦                   | 每天3趟左右  |
| 波尔多/马尔芒德—阿让 | TER        | 圣马里港        | （终点）                 | 每天11趟左右 |
| 蒙桑蓬里博—阿让      | TER        | 窃桥            | （终点）                 | 每天4趟左右  |
| 利摩日/佩里格—阿让   | TER        | 阿让顶          | （终点）                 | 每天4趟左右  |
| 阿让—图卢兹          | TER        | （起点）        | 拉马吉斯泰尔/瓦朗斯-阿让 | 每天7趟左右  |
| 1.                   |            |                 |                          |              |

## 配套交通

### 城际客运线路
阿让站对应的大巴车上下车地点位于阿让站西侧，出站后右转即可看见。
| 停靠阿让的大巴车 |                              |                                                                        |
| 上下车地点       | 运营单位                     | 主要目的地                                                             |
| 阿让站西侧       | 阿基坦城际客运 Car Aquitaine | 洛特河畔新城、欧什、蒙德马桑、波城、卡斯泰勒萨拉桑                     |
| 阿让站西侧       | 洛特-加龙省城际客运 Tidéo    | 内拉克、拉瓦尔达克                                                     |
| 阿让站西侧       | SNCF                         | （当某条铁路线施工或罢工时，SNCF可能会提供途径该线路沿途站点的大巴车） |
| 阿让南出入口     | Flixbus                      | 波尔多、图卢兹、蒙彼利埃、艾克斯、马赛、土伦、尼斯                     |
| 阿让南出入口     | Isilines                     | 波尔多、图卢兹、纳博讷、贝济耶、蒙彼利埃、马赛                         |
| 1. 2. 3. 4.      |                              |                                                                        |

### 市内交通
阿让站对应的公交车站名称为"Gare"。
| 阿让站附近的市内公共交通线路 |              |                                                                                 |
| 公交车站名称                 | 位置         | 停靠线路                                                                        |
| Gare                         | 阿让站正前方 | 阿让公交1路、2路、3路、4路、6路、7路、9路以及阿让定制公交（编号为2X的公交线路） |
| 1.                           |              |                                                                                 |

## 临近车站
| 阿让站（Gare d'Agen）          |                  |                        |
| 上行车站                       | 线路             | 下行车站               |
| 圣马里桥站 19.9km ←            | 波尔多－塞特铁路 | 拉马吉斯泰尔站 → 5.2km |
| 窃桥站 5.5km ←                 | 佩里格－阿让铁路 | （终点）               |
| - 本表仅显示运营中的线路及车站 |                  |                        |